# 石光真臣
石光 真臣（眞臣）（いしみつ まおみ、1870年6月7日（明治3年5月9日） - 1937年（昭和12年）12月8日）は、日本陸軍の軍人。陸軍中将従三位勲一等功四級。日露戦争時の諜報活動で知られる石光真清は兄。

## 略年譜
- 明治3年（1870年）

- 熊本県託麻郡本山村（現･熊本市中央区）に旧熊本藩士・石光真民（100石）、守家の子として生まれた。
- 明治21年（1888年）

- 陸軍幼年学校卒業　野戦砲兵第2連隊入隊
- 明治23年（1890年）

- 陸軍士官学校卒業（1期）、 1890年（明治23年）7月29日の官報によると、陸軍士官学校第1期を砲兵科1番/19名で卒業している。
- 明治24年（1891年）

- 陸軍砲兵少尉
- 明治33年（1900年）

- 陸軍大学校卒業（14期）
- 明治36年（1903年）

- ドイツに留学（-1904年4月）　分家して一家を創立する
- 明治37年（1904年）

- 第十連隊大隊長
- 明治38年（1905年）

- 旅順要塞参謀
- 大正5年（1916年）

- 陸軍少将　支那駐屯軍司令官として天津に在勤
- 大正7年（1918年）

- 憲兵司令官
- 大正8年（1919年）

- 陸軍中将
- 大正9年（1920年）

- 馬政局長官
- 大正11年（1922年）

- 第1師団長
- 大正12年（1923年）

- 関東大震災の際、帝都警備の為、東京南部警備司令官として活躍
- 大正14年（1925年）

- 予備役
- 昭和12年（1937年）

- 胃癌により死去　墓は東京都府中市の多磨霊園にある

## 栄典
位階
- 1892年（明治25年）2月3日 - 正八位[3]
- 1893年（明治26年）12月16日 - 従七位[4]
- 1896年（明治29年）5月15日 - 正七位[5]
- 1901年（明治34年）10月30日 - 従六位[6]
- 1905年（明治38年）6月12日 - 正六位[7]
- 1911年（明治44年）3月10日 - 従五位[8]
- 1916年（大正5年）3月31日 - 正五位[9]
- 1919年（大正8年）9月10日 - 従四位[10]
- 1922年（大正11年）10月30日 - 正四位[11]
- 1925年（大正14年）6月24日 - 従三位[12]

勲章等
- 1895年（明治28年）
  - 11月18日 - 明治二十七八年従軍記章[13]
  - 12月20日 - 勲六等瑞宝章・功五級金鵄勲章[14]
- 1902年（明治35年）5月31日 - 勲五等瑞宝章[15]
- 1906年（明治39年）4月1日 - 勲四等旭日小綬章・功四級金鵄勲章・明治三十七八年従軍記章[16]
- 1913年（大正2年）5月31日 – 勲三等瑞宝章[17]
- 1915年（大正4年）11月7日 - 旭日中綬章・大正三四年従軍記章[18]
- 1919年（大正8年）
  - 5月30日 - 勲二等瑞宝章[19]
  - 12月15日 - 戦捷記章[20]
- 1920年（大正9年）11月1日 - 勲一等瑞宝章・大正三年乃至九年戦役従軍記章[21]

外国勲章佩用允許
- 1908年（明治41年）9月4日 - ロシア帝国：神聖アンナ第二等勲章[22]

## 家族・親族
- 兄　真澄、安熊、真清（軍人）
- 姉　真知子、真佐子
- 妹　真都（橋本卯太郎（大日本麦酒常務ほか）の妻、息子が橋本龍伍）
- 妻　鶴子（宮城県出身）
- 長男　真守（実業家）- 四男四女がいる
- 叔父 野田豁通（軍人）
- 甥 橋本龍伍[23]

## 系譜
- 石光家

石光家は身分の軽い武士であったが､細川家が肥後入国の時からお供をした家柄であり、代々殿のお側に奉仕していたため特別の取り扱いを受けていた
```
　　　　　　　　　　　　
　　　　　　　　　　　　　　東季彦
　┏栃原知定　　　　　　　　　┃
　┃　　　　　　┏石光真澄　　┣━━━東文彦
　┗守家　　　　┃　　　　　　┃　
　　　┃　　　　┣石光真清━菊枝
　　　┣━━━━┫　　　　　　
　　　┃　　　　┣石光真臣　
┏石光真民　　　┃
┃　　　　　　　┗真津
┃　　　　　　　　　┃
┗野田豁通　　　　　┣━━━橋本龍伍━┳橋本龍太郎
　　　　　　　　　　┃　　　　　　　　┃
　　　　　　　　橋本卯太郎　　　　　　┗橋本大二郎

```